# Bundesarbeitsgericht

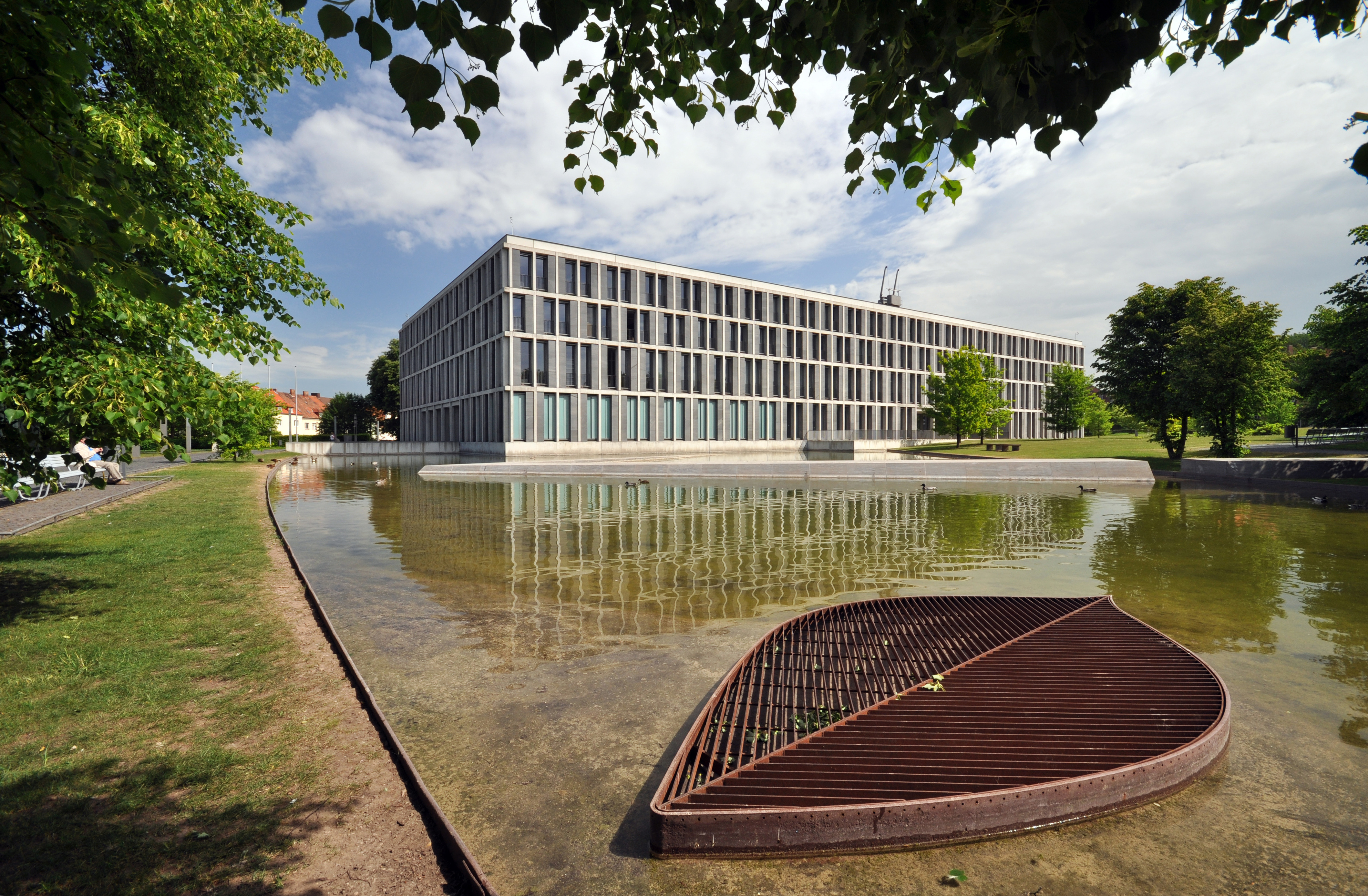
Außenansicht 2011

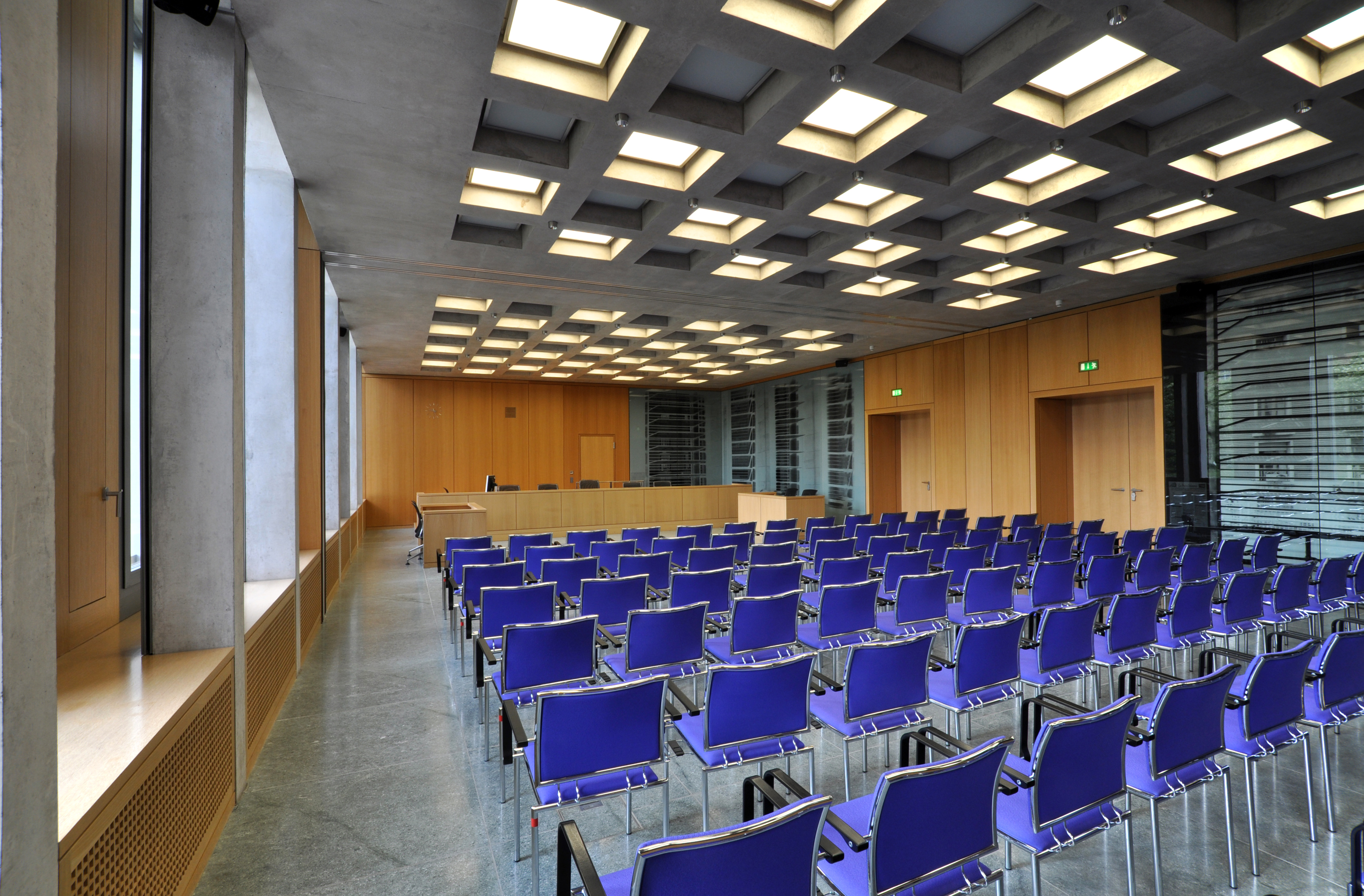
Großer Sitzungssaal

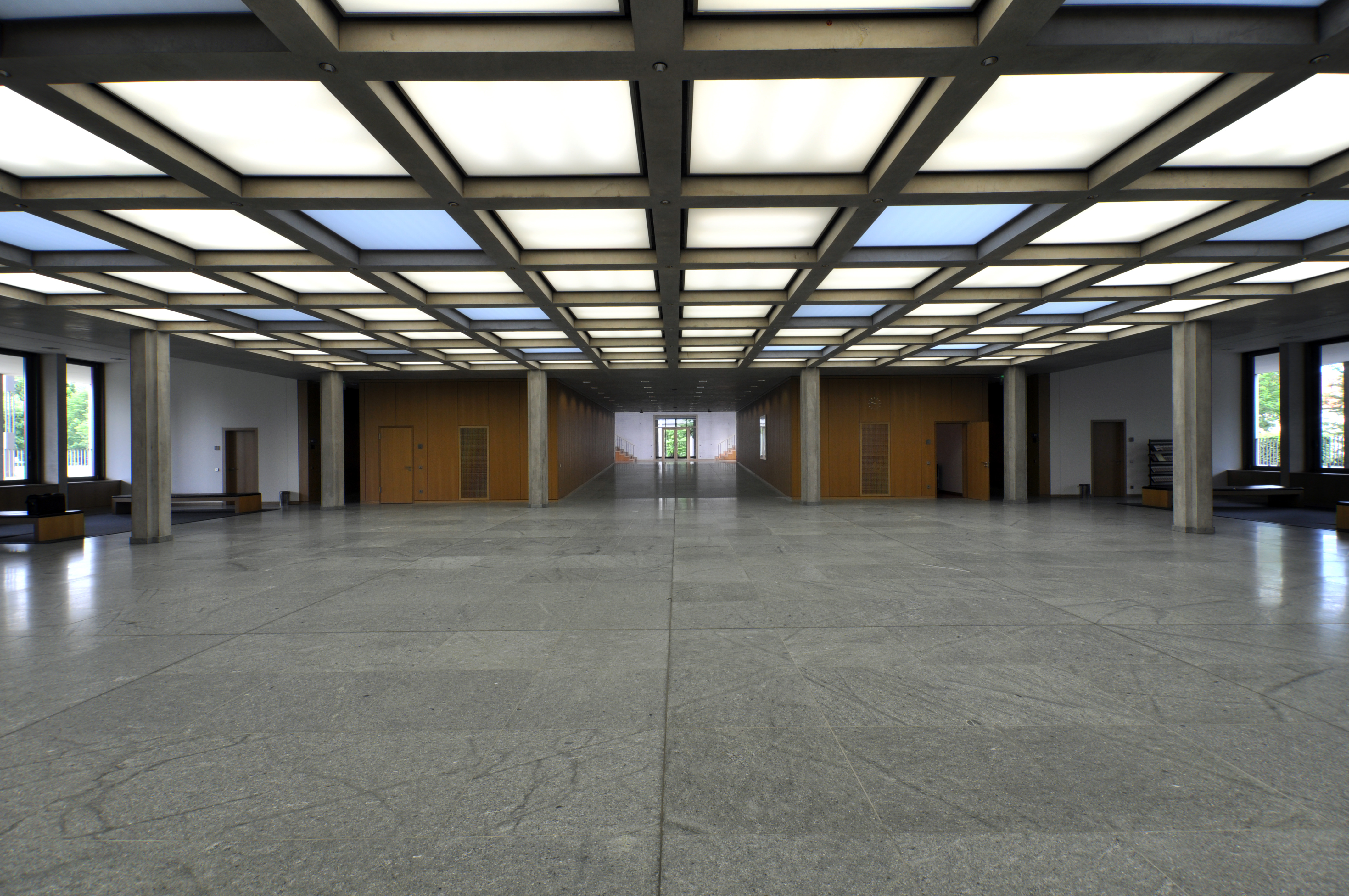
Foyer

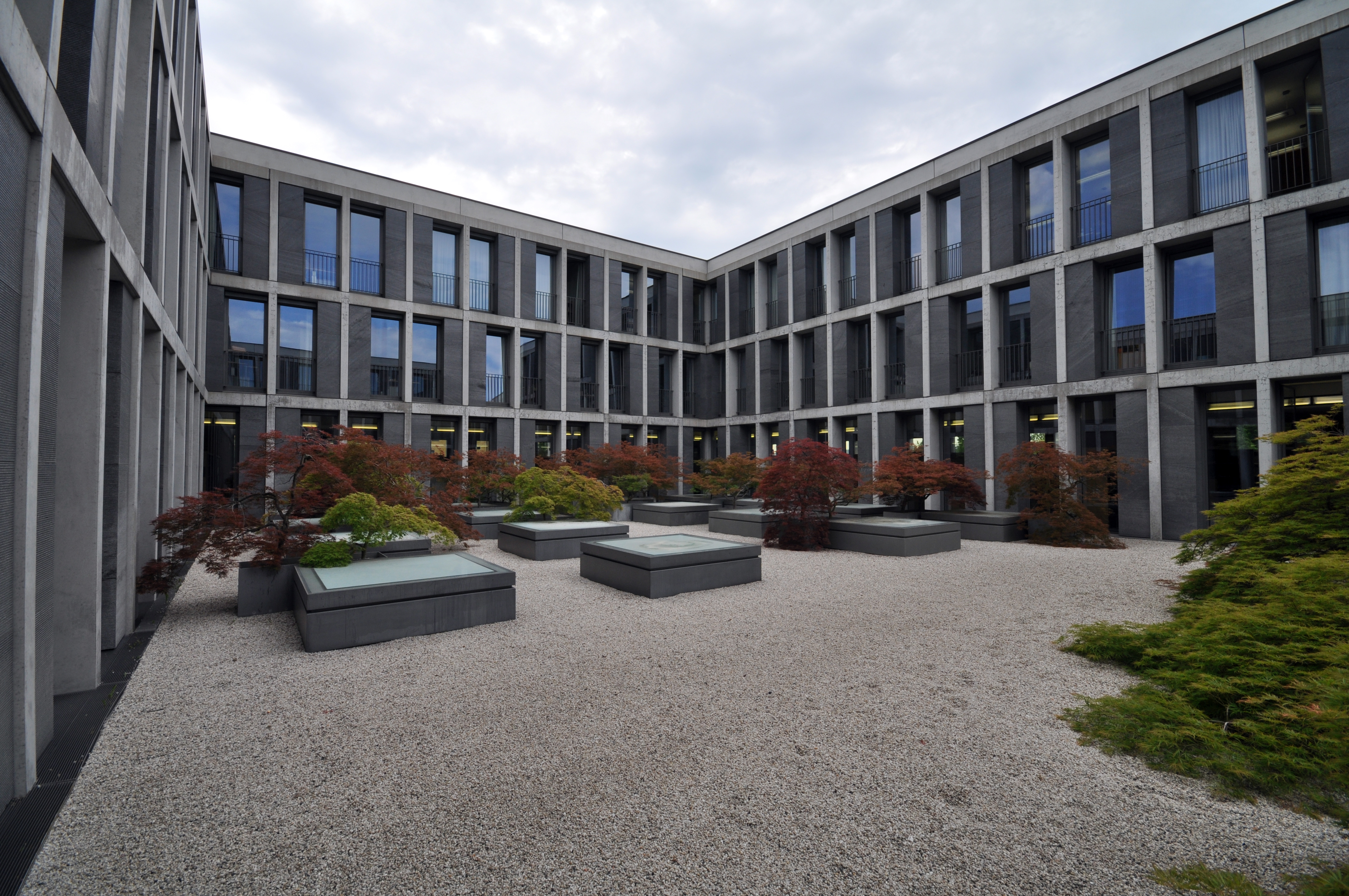
Japanischer Garten über dem Foyer zu den Sitzungssälen in Höhe der umliegenden Bibliothek

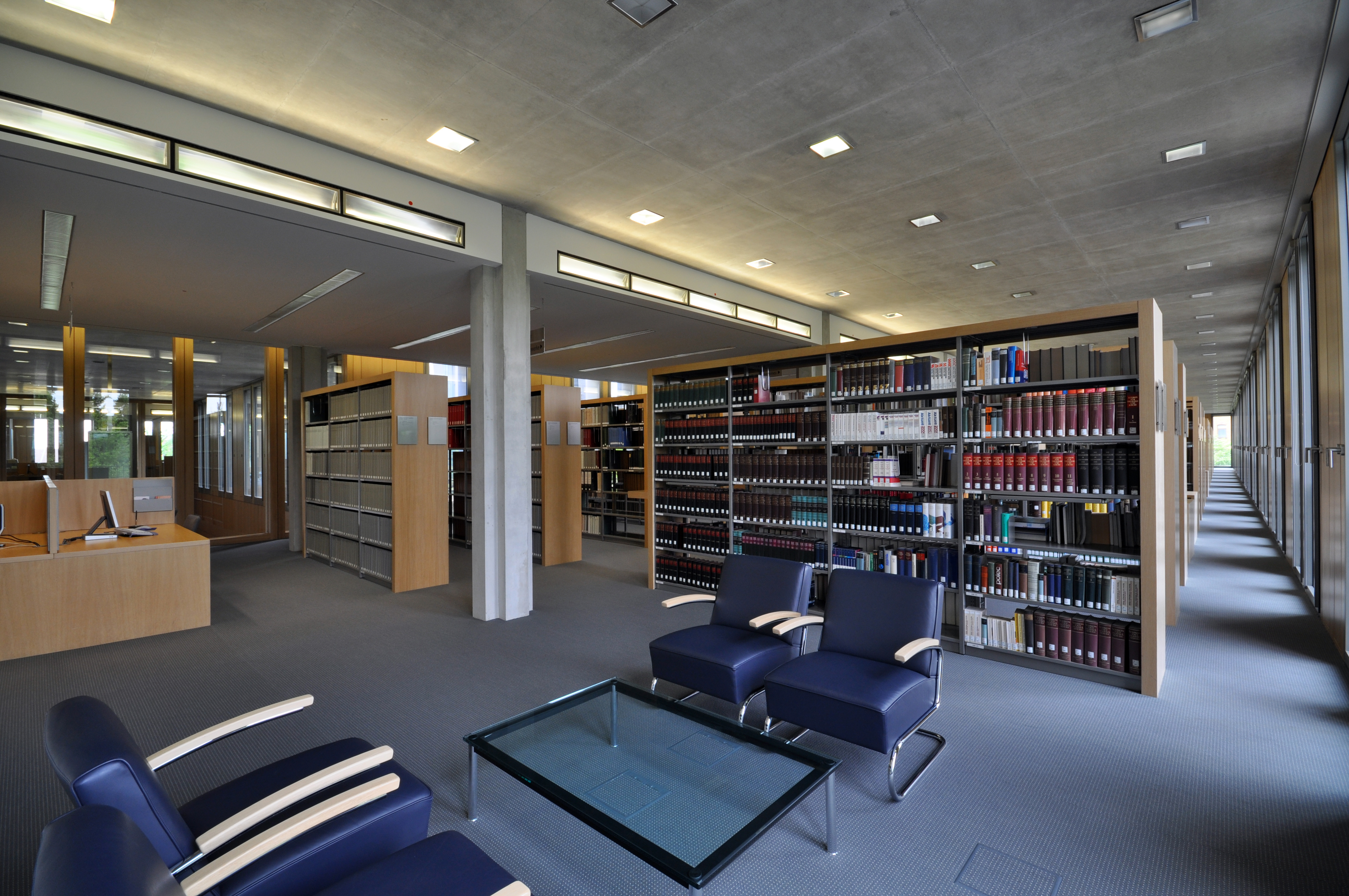
Bibliothek

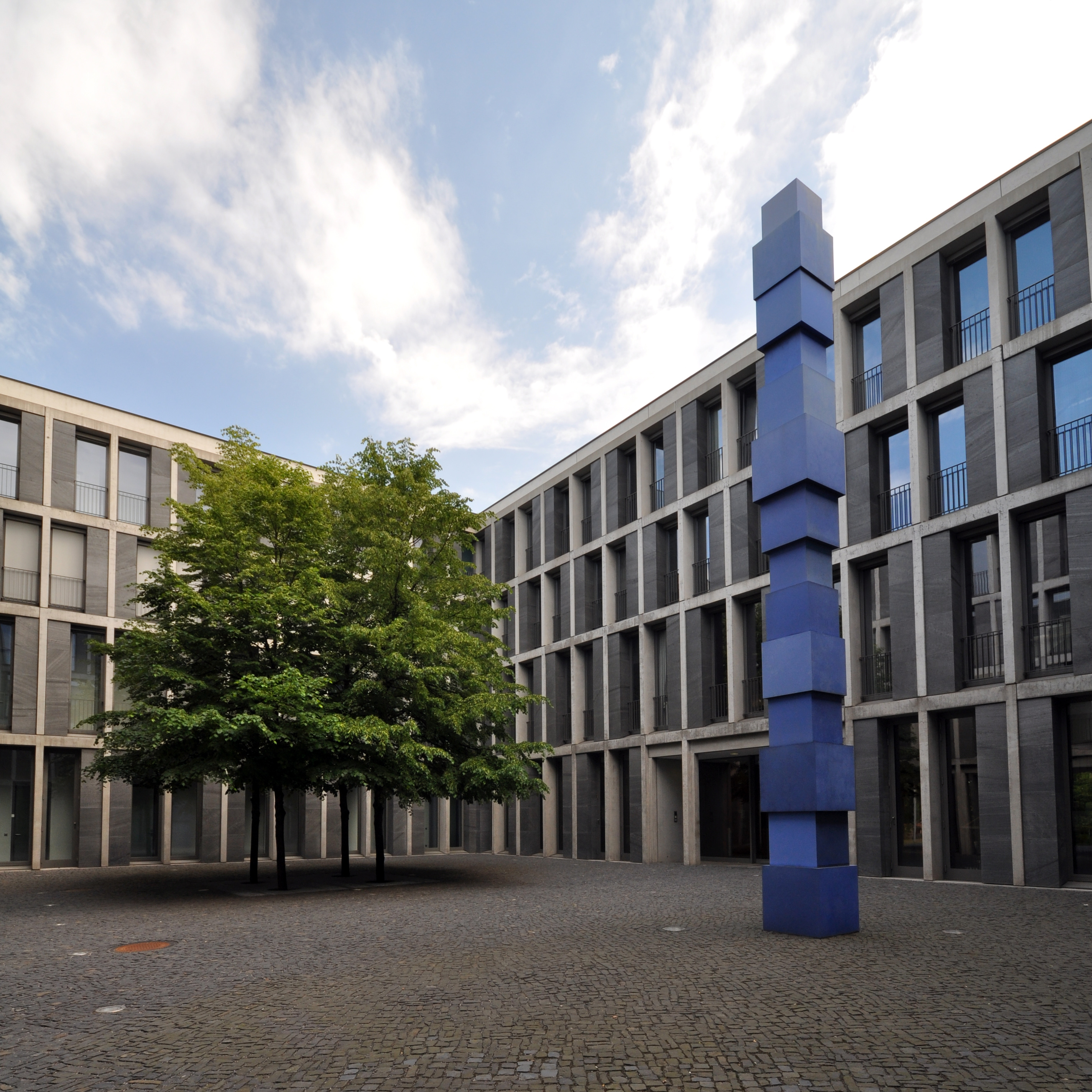
Vorhof

Das Bundesarbeitsgericht (BAG) ist das letztinstanzliche Gericht der deutschen Arbeitsgerichtsbarkeit und damit einer der fünf obersten Gerichtshöfe der Bundesrepublik Deutschland mit Sitz in Erfurt (§ 40 Abs. 1 ArbGG).
Als Behörde ist das Bundesarbeitsgericht dem Bundesministerium für Arbeit und Soziales unterstellt und unterliegt dessen Dienstaufsicht. In seiner Tätigkeit als Gericht ist es jedoch unabhängig.
In den anderen Staaten des deutschen Sprachraums existiert kein eigenständiges oberstes Arbeitsgericht; die letztinstanzlichen Entscheidungen in Arbeitssachen sind dort Teil der Zuständigkeit des obersten Zivilgerichts. Dieses heißt in Liechtenstein Fürstlicher Oberster Gerichtshof, in Luxemburg Oberster Gerichtshof, in Österreich Oberster Gerichtshof und in der Schweiz Bundesgericht.

## Geschichte und Sitz
Mit dem Ende des Ersten Weltkriegs, der Anerkennung der Tarifverträge und der Koalitionsfreiheit, der Errichtung von Arbeiter- und Angestelltenausschüssen, der Gewährleistung der Mitbestimmung und der durch Art. 157 Satz 2 der Weimarer Reichsverfassung vom 11. August 1919 dem Reich ausdrücklich gestellten Aufgabe, ein „einheitliches Arbeitsrecht“ zu schaffen, stand eine grundlegende Neuordnung des Arbeitsgerichtsprozesses an. Nachdem bereits 1918 und 1923 Schlichtungsausschüsse eingerichtet und Schlichter bestellt worden waren, kam es schließlich mit dem Arbeitsgerichtsgesetz (ArbGG) vom 23. Dezember 1926 zu einer Kompromisslösung: Die erstinstanzlichen Arbeitsgerichte wurden als selbständige staatliche Gerichte eingerichtet. Dagegen waren die Landesarbeitsgerichte als Berufungsinstanz den Landgerichten sowie das Reichsarbeitsgericht als Revisionsinstanz dem Reichsgericht angegliedert.
Die Arbeitsgerichtsbarkeit wurde erst nach dem Zweiten Weltkrieg vollständig von der ordentlichen Gerichtsbarkeit getrennt. Das am 24. September 1949 in Kraft getretene Grundgesetz sah in Art. 96 Abs. 1, der im Grundsatz dem heutigen Art. 95 Abs. 1 entspricht, die Arbeitsgerichtsbarkeit als selbständigen Zweig des Rechtssystems mit einem eigenen obersten Gerichtshof vor. Damit war für die Arbeitsgerichtsbarkeit erstmals ein von der ordentlichen Justiz unabhängiger dreistufiger Instanzenzug garantiert. Umgesetzt wurde diese verfassungsrechtliche Vorgabe mit dem am 1. Oktober 1953 in Kraft getretenen Arbeitsgerichtsgesetz, durch welches das Bundesarbeitsgericht eingerichtet wurde. Danach sind die Kammern der Arbeitsgerichte und der Landesarbeitsgerichte als Tatsacheninstanzen in der Besetzung mit einem Berufsrichter und jeweils zwei ehrenamtlichen Richtern tätig, während die Senate des Bundesarbeitsgerichts als Revisionsinstanz mit je einem Vorsitzenden, zwei berufsrichterlichen Beisitzern und je einem ehrenamtlichen Richter aus den Kreisen der Arbeitnehmer und der Arbeitgeber entscheiden. In dem 1935 bis 1938 als Generalkommando der Wehrmacht errichteten Gebäude am Graf-Bernadotte-Platz nahm das Bundesarbeitsgericht im April 1954 in Kassel seine Rechtsprechungstätigkeit auf und übte sie über 45 Jahre unter einem gemeinsamen Dach mit dem Bundessozialgericht aus.
Im Zuge der deutschen Einheit beschloss die Unabhängige Föderalismuskommission im Mai 1992, das Bundesarbeitsgericht nach Thüringen zu verlegen. Im Jahre 1993 wurde die Landeshauptstadt Erfurt als künftiger Gerichtssitz festgelegt. Seit dem 1999 erfolgten Umzug von Kassel nach Erfurt hat das Gericht seinen Sitz auf dem Gelände des ehemaligen Hornwerks der Zitadelle Petersberg.
Vor allem seit 2020 kam es zu einer verstärkten Diskussion um die Aufarbeitung von NS-Vergangenheiten früherer Richter und deren Einfluss auf die Rechtsprechung des Bundesarbeitsgerichts.

## Aufgaben
Aufgabe des Bundesarbeitsgerichts ist die Wahrung der Einheitlichkeit der Rechtsprechung auf dem Gebiet des Arbeitsrechts sowie die Fortbildung des Rechts in den Bereichen, in denen der Gesetzgeber unbewusst keine abschließenden Regelungen geschaffen oder die nähere Ausgestaltung des Rechts bewusst den Gerichten überlassen hat (z. B. im Arbeitskampfrecht).
Das Bundesarbeitsgericht entscheidet über Revisionen gegen Urteile der Landesarbeitsgerichte. Die Revision muss grundsätzlich durch das Landesarbeitsgericht zugelassen werden (§ 72 Abs. 1 ArbGG). In Betracht kommende Zulassungsgründe sind nach § 72 Abs. 2 ArbGG eine entscheidungserhebliche Rechtsfrage von grundsätzlicher Bedeutung, eine Abweichung von einer Entscheidung eines anderen gleich- oder höherrangigen Spruchkörpers, ein absoluter Revisionsgrund oder ein entscheidungserheblicher Verstoß gegen die Pflicht zur Gewährung rechtlichen Gehörs. Sollte das Landesarbeitsgericht die Revision nicht zulassen, besteht die Möglichkeit einer Nichtzulassungsbeschwerde (§ 72a ArbGG), über welche das Bundesarbeitsgericht entscheidet. Gibt es der Nichtzulassungsbeschwerde statt, ist die Revision zugelassen. Gegen Beschlüsse der Landesarbeitsgerichte kann Rechtsbeschwerde vor dem Bundesarbeitsgericht eingelegt werden, die unter denselben Voraussetzungen wie eine Revision zugelassen werden muss.
In Ausnahmefällen kann, sofern die Beteiligten einverstanden sind, auch eine Entscheidung eines Arbeitsgerichts direkt beim Bundesarbeitsgericht angefochten werden (sog. Sprungrevision, § 76 ArbGG), beispielsweise bei Rechtsstreitigkeiten über Tarifverträge, Maßnahmen des Arbeitskampfes oder Fragen der Vereinigungsfreiheit.
Wie alle Revisionsgerichte trifft das Bundesarbeitsgericht in der Regel keine Tatsachenfeststellungen, sondern überprüft die angefochtenen Entscheidungen ausschließlich im Hinblick darauf, ob sie Rechtsfehler enthalten. Erachtet es eine Revision als unbegründet, so wird sie verworfen und das angefochtene Urteil wird rechtskräftig. Ist die Revision hingegen begründet, so kann das Bundesarbeitsgericht, wenn alle zur Entscheidung erforderlichen Tatsachenfeststellungen in der Urteilsbegründung zu finden sind, das Urteil abändern. Fehlen entscheidungserhebliche Tatsachenfeststellungen, so wird der Rechtsstreit zur erneuten Verhandlung an das Landesarbeitsgericht zurückverwiesen.

## Beschäftigte und Arbeitsweise

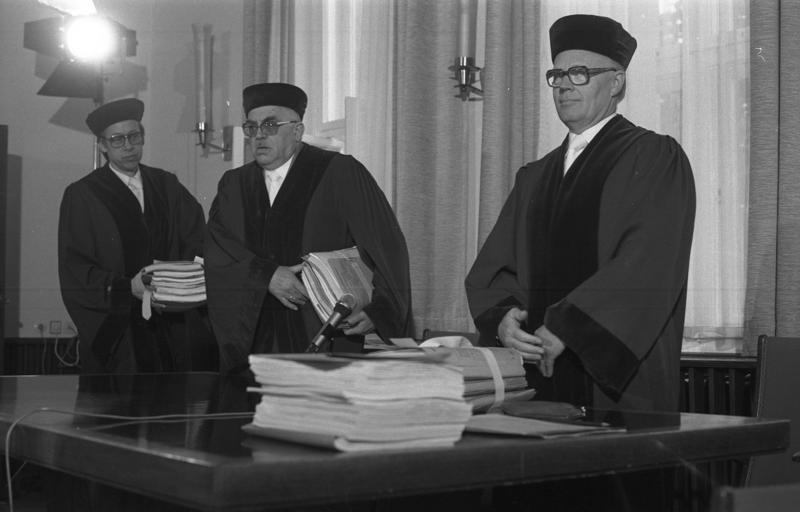
Das Bundesarbeitsgericht fällt Grundsatzentscheidungen zur Aussperrung im Streit zwischen Gewerkschaften und Arbeitgebern (Kassel 1980).

Das Gericht ist in zehn Senate gegliedert, denen jeweils im Normalfall drei oder vier Berufsrichter, im 9. und 10. Senat derzeit sogar fünf Berufsrichter, angehören, insgesamt 37 Richter (Stand: Juli 2025). Der Frauenanteil unter den Richtern beträgt derzeit (Stand: Januar 2024) mit 18 von 37 Personen knapp 45 Prozent. Weiterhin hat das Gericht 118 nichtrichterliche Beschäftigte und es werden durchschnittlich elf wissenschaftliche Mitarbeiter beschäftigt (Stand: 2018), welche die Richter bei ihrer Tätigkeit unterstützen.
Die Senate entscheiden in der Besetzung mit drei Berufsrichtern – einem Vorsitzenden und zwei Beisitzern – sowie je einem ehrenamtlichen Richter aus den Kreisen der Arbeitgeber und Arbeitnehmer. Vor dem Bundesarbeitsgericht müssen sich die Parteien in der Regel durch einen Rechtsanwalt vertreten lassen. Zur Vertretung berechtigt ist jeder bei einem deutschen Gericht zugelassene Rechtsanwalt. Findet eine mündliche Verhandlung (Regelfall) statt oder wird eine Entscheidung im schriftlichen Verfahren (nach Zustimmung der Parteien) getroffen, so wird anschließend im Fall von Revisionsverfahren durch Urteil entschieden, wohingegen in Rechtsbeschwerdeverfahren Entscheidungen nach Beratung (Regelfall, ähnlich wie schriftliches Verfahren; keine Zustimmung der Beteiligten notwendig) oder nach mündlicher Anhörung durch Beschluss erfolgen.

## Geschäftsverteilung
Die Zuständigkeit des jeweiligen Senats richtet sich nach den zu entscheidenden Rechtsfragen und ergibt sich aus dem Geschäftsverteilungsplan, der (Stand Januar 2024) wie folgt aussieht:
1. Senat: Materielles Betriebsverfassungs-, Personalvertretungs- und Sprecherausschussrecht, Vereinigungsfreiheit, Tariffähigkeit und Tarifzuständigkeit, Arbeitskampfrecht
Vorsitzende: Inken Gallner
1. Beisitzerin: Martina Ahrendt
2. Beisitzerin: Ursula Rinck
2. Senat: Beendigung von Arbeitsverhältnissen durch Kündigungen sowie daran anschließende Abfindungs- und Weiterbeschäftigungsansprüche, Ersetzung der Zustimmung zur Kündigung
Vorsitzender: z. Zt. vakant
1. Beisitzer: Jan-Malte Niemann
2. Beisitzer: Guido Schlünder
3. Senat: Betriebliche Altersversorgung einschließlich Versorgungsschäden
Vorsitzende: Stephanie Rachor
1. Beisitzer: Matthias Waskow
2. Beisitzer: Sebastian Roloff
4. Senat: Tarifvertragsrecht und Anwendung eines Tarifvertrages in seiner Gesamtheit auf ein Arbeitsverhältnis, Anwendung eines Tarifvertrags im Betrieb, Ein-, Höher-, Um- und Rückgruppierungen
Vorsitzender: Jürgen Treber
1. Beisitzerin: Maren Rennpferdt
2. Beisitzerin: Saskia Klug
3. Beisitzer: Christoph Betz
5. Senat: Arbeitsentgeltansprüche einschließlich Naturalvergütungen und Arbeitszeitkonten, Annahmeverzugsvergütung, Mindestentgelte, Entgeltfortzahlung bei Krankheit und an Feiertagen, Mutterschutz sowie alle nicht in die Zuständigkeit anderer Senate fallende Rechtsstreitigkeiten
Vorsitzender: z. Zt. vakant
1. Beisitzer: Josef Biebl
2. Beisitzerin: Bettina Bubach
3. Beisitzer: Karsten Neumann
6. Senat: Auslegung von Tarifverträgen und ähnlichen Regelungen des öffentlichen Dienstes, der Alliierten Streitkräfte, der überwiegend von öffentlicher Hand gehaltenen Unternehmen und der Religionsgesellschaften, kirchliches Mitarbeitervertretungsrecht, Insolvenzrecht, Kündigung des Arbeitsverhältnisses außerhalb des Anwendungsbereichs des Kündigungsschutzgesetzes, Kündigung des Berufsausbildungsverhältnisses, Beendigung des Arbeitsverhältnisses in anderer Weise als durch Kündigung
Vorsitzende: Karin Spelge
1. Beisitzerin: Annette Volk
2. Beisitzerin: Claudia Wemheuer
3. Beisitzer: Ronny Heinkel
7. Senat: Beendigung von Arbeitsverhältnissen aufgrund einer Befristung oder Bedingung oder aufgrund des Arbeitnehmerüberlassungsgesetzes sowie daran jeweils anschließende Ansprüche auf Weiterbeschäftigung, formelles Betriebsverfassungs-, Personalvertretungs- und Sprecherausschussrecht, Beschlussverfahren einer nach dem SGB IX gebildeten Arbeitnehmervertretung, Mitbestimmung bei personellen Einzelmaßnahmen
Vorsitzende: Kristina Schmidt
1. Beisitzer: Oliver Klose
2. Beisitzer: Anno Hamacher
3. Beisitzerin: Sandra Wullenkord
8. Senat: Schadensersatz, Entschädigungen, Vertragsstrafen, Betriebsübergang und damit verbundene Kündigungen sowie daran anschließende Ansprüche auf Weiterbeschäftigung, Wiedereinstellung und Abfindungen
Vorsitzende: Günter Spinner
1. Beisitzer: Markus Krumbiegel
2. Beisitzerin: Anke Berger
3. Beisitzer: Fabian Pulz
9. Senat: Urlaubsrecht, Urlaubsgeld, Elternzeit, Altersteilzeit und andere Formen des Vorruhestands, Zeugnisse, Arbeitspapiere und Personalakten, Ansprüche auf Begründung eines Arbeitsverhältnisses, Arbeitnehmerstatus, Konkurrentenklage im öffentlichen Dienst (Art. 33 Abs. 2 GG), Arbeits- und Gesundheitsschutz, Arbeitnehmererfindungsrecht, Aufwendungsersatz, Berufsbildung, Teilhabe am Arbeitsleben nach dem SGB IX
Vorsitzender: Heinrich Kiel
1. Beisitzerin: Margot Weber
2. Beisitzer: Jens Suckow
3. Beisitzer: Ralf Zimmermann
4. Beisitzerin: Ingebjörg Darsow-Faller
10. Senat: Gratifikationen, Aktienoptionen und Sondervergütungen, ergebnisorientierte Zahlungen einschließlich Akkord- und Prämienlohn, Zielvereinbarungen, Zulagen, Zuschläge und Ausgleich für unter besonderen Umständen geleistete Arbeit, Wettbewerbs-, Handelsvertreter- und Zwangsvollstreckungsrecht, Arbeits- und Beschäftigungspflicht, Rechtsstreite, die das Verhältnis zu einer gemeinsamen Einrichtung der Tarifvertragsparteien betreffen
Vorsitzender: Waldemar Reinfelder
1. Beisitzerin: Ulrike Brune
2. Beisitzer: Sascha Pessinger
3. Beisitzerin: Eva Günther-Gräff
4. Beisitzerin: Claudia Nowak

## Großer Senat
Will ein Senat in einer Rechtsfrage von einer Entscheidung eines anderen Senats abweichen, so muss er gemäß § 45 Abs. 2 ArbGG den Großen Senat anrufen, welcher dann über den Fall entscheidet. Außerdem kann ein Senat eine Rechtsfrage von grundsätzlicher Bedeutung dem Großen Senat zur Entscheidung vorlegen, wenn das nach seiner Auffassung zur Fortbildung des Rechts oder zur Sicherung einer einheitlichen Rechtsprechung erforderlich ist (§ 45 Abs. 4 ArbGG).
Der Große Senat setzt sich gemäß § 45 Abs. 5 ArbGG aus dem Präsidenten des Gerichts, je einem (in der Geschäftsverteilung bestimmten) Berufsrichter aus jedem Senat und je drei ehrenamtlichen Richtern aus den Kreisen der Arbeitnehmer und Arbeitgeber zusammen.

## Präsidenten und Vizepräsidenten
| Nr. | Name (Lebensdaten)              | Beginn der Amtszeit | Ende der Amtszeit  |
| --- | ------------------------------- | ------------------- | ------------------ |
| 1   | Hans Carl Nipperdey (1895–1968) | 12. April 1954      | 31. Januar 1963    |
| 2   | Gerhard Müller (1912–1997)      | 26. Februar 1963    | 31. Dezember 1980  |
| 3   | Otto Rudolf Kissel (1929–2022)  | 1. Januar 1981      | 31. Januar 1994    |
| 4   | Thomas Dieterich (1934–2016)    | 4. Februar 1994     | 30. Juni 1999      |
| 5   | Hellmut Wißmann (1940–2022)     | 5. Juli 1999        | 28. Februar 2005   |
| 6   | Ingrid Schmidt (* 1955)         | 1. März 2005        | 30. September 2021 |
| 7   | Inken Gallner (* 1964)          | 24. Januar 2022     | im Amt             |

| Nr. | Name (Lebensdaten)             | Beginn der Amtszeit | Ende der Amtszeit  |
| --- | ------------------------------ | ------------------- | ------------------ |
| 1   | Wilhelm König (1905–1984)      | 1. Januar 1970      | 31. Mai 1973       |
| 2   | Fritz Poelmann (1913–1977)     | 4. Juli 1973        | 28. Juli 1977      |
| 3   | Hermann Stumpf (1912–1997)     | 1. Dezember 1977    | 31. Oktober 1980   |
| 4   | Friedrich Auffarth (1918–2004) | 7. November 1980    | 31. Januar 1986    |
| 5   | Dirk Neumann (1923–2023)       | 1. Februar 1986     | 30. April 1990     |
| 6   | Gisela Michels-Holl (* 1928)   | 11. Mai 1990        | 30. September 1993 |
| 7   | Karl Heinz Peifer (1937–2025)  | 1. Oktober 1993     | 31. August 2002    |
| 8   | Hans-Jürgen Dörner (* 1944)    | 1. September 2002   | 30. September 2009 |
| 9   | Rudi Müller-Glöge (* 1951)     | 1. Oktober 2009     | 31. Januar 2017    |
| 10  | Rüdiger Linck (* 1959)         | 20. Juni 2017       | 31. März 2025      |

## Gebäude in Erfurt

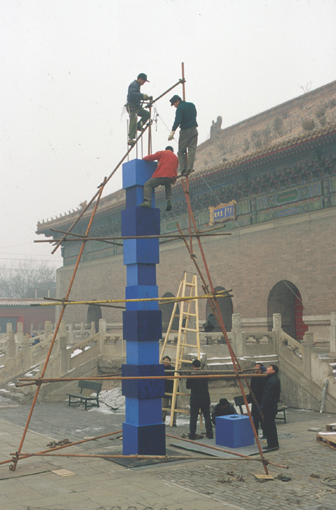
Jürgen Partenheimer, Weltachse, hier noch Nationalmuseum Peking, 2000

Am 22. November 1999 nahm das Bundesarbeitsgericht seinen Dienstbetrieb in Erfurt auf – in einem neuen Dienstgebäude, das von der Architektin Gesine Weinmiller entworfen und zwischen 1996 und 1999 realisiert wurde. Der Entwurf hatte sich in einem 1995 europaweit ausgeschriebenen Architektenwettbewerb mit 167 Wettbewerbsarbeiten durchgesetzt. Im Jahr 2000 wurde das realisierte Gebäude mit dem Thüringer Staatspreis für Architektur und Städtebau ausgezeichnet. Verlauf und Lage des ehemals auf dem Grundstück befindlichen Hornwerks werden symbolisch im umgebenden Park durch einen Granitweg dargestellt.
Der rechteckige, kompakt wirkende viergeschossige Baukörper hat zwei Innenhöfe und ist nach Norden ausgerichtet. Seine Energie sparende Klimahaut lässt mit den vielen Fenstern das Gebäude trotz der Kompaktheit offen wirken.
Im Inneren des Gebäudes dominieren dunkle amerikanische Eichentöne und Natursteinböden aus blassgrünem Tessiner Gneis. Über ein naturbelichtetes, zweigeschossiges Foyer sind alle öffentlichen Bereiche erschlossen, wie die Verhandlungssäle, das Casino oder die Bibliothek, die im ersten Obergeschoss den einen Innenhof des Gebäudes umschließt. Das für künftige Nutzungen flexible Achsraster ist zu einem Drittel durch massive Schieferpaneele ausgefüllt, die im 2:1-Wechsel mit den Fensterelementen angeordnet wurden und über die Etagen versetzt zueinander stehen. Durch diesen Versatz erhalten die Fassaden aus Theumaer Schiefer ein leicht wirkendes Formenspiel. In deren gefrästen Schieferpaneelen befinden sich mit emaillierter Schrift verzierte, bewegliche Glasschiebeläden als Sonnenschutz. Der kaum wahrnehmbare Text, der die Sonne filtert, stellt den sich endlos wiederholenden ersten Absatz des ersten Artikels des Grundgesetzes dar.
Der Landschaftsarchitekt Dieter Kienast zeichnet für die Gestaltung der umgebenden Parkanlage verantwortlich.
Die Kunst am Bau stammt von Ulrike Drasdo, Katharina Grosse, Veronika Kellndorfer, Klaus Kinold, Jürgen Partenheimer, Ricardo Saro, Rémy Zaugg und Ian Hamilton Finlay.
Die Anschrift, am Hugo-Preuß-Platz 1, erinnert an einen deutschen Staatsrechtler, der 1918/1919 den Entwurf einer demokratischen Reichsverfassung erarbeitete, der Grundlage für die Weimarer Verfassung und damit auch für das heutige deutsche Grundgesetz wurde.

## Amtstracht
Die Amtstracht für die Richter und die Urkundsbeamten am Bundesarbeitsgericht wurde mit der Anordnung des Bundespräsidenten über die Amtstracht bei dem Bundesarbeitsgericht und bei dem Bundessozialgericht festgelegt.
Die Amtstracht besteht aus einer Amtsrobe und einem Barett. Der Besatz an der karmesinroten Amtsrobe und am Barett ist abhängig von der Funktion. Für Richter ist der Besatz aus Samt, für das Urkundspersonal aus Wollstoff. Am Barett trägt der Präsident des Bundesarbeitsgerichts drei Schnüre in Gold, ein Vorsitzender Richter am Bundesarbeitsgericht zwei Schnüre in Gold und ein Richter am Bundesarbeitsgericht zwei karmesinrote Schnüre. Die Baretts werden heute lediglich noch zur Vereidigung von ehrenamtlichen Richtern oder im Großen Senat getragen. Die früher übliche weiße Halsbinde wurde durch weiße Krawatten und Hemden ersetzt. Weibliche Bundesrichter tragen lediglich eine weiße Bluse.

## Bibliothek
Das Bundesarbeitsgericht verfügt über eine juristische, arbeitsrechtliche Spezialbibliothek mit etwa 98.000 Bänden und etwa 270 laufenden Fachzeitschriften. Als Gerichtsbibliothek steht diese in erster Linie den Richtern und Mitarbeitern des Gerichts zur Verfügung. Darüber hinaus können auch Externe die Bibliothek im Rahmen der Benutzungsordnung die Bibliothek nutzen.

## Dokumentation
- MDR Investigativ: Nazi-Richter am Bundesarbeitsgericht | Doku auf YouTube, 3. Dezember 2020.